# Troisième circonscription de la préfecture de Fukui
La troisième circonscription de la préfecture de Fukui (福井県第3区, Fukui-ken dai-san-ku) est une ancienne circonscription législative de la préfecture de Fukui au Japon.

## Description géographique
La troisième circonscription de la préfecture de Fukui comprenait les villes de Tsuruga, Takefu et Obama et les districts de Nanjō, Nyū, Mikata, Onyū (ja) et Ōi.

## Députés
| Législature | Début de mandat | Fin de mandat | Député élu           | Parti politique | Parti politique |
| ----------- | --------------- | ------------- | -------------------- | --------------- | --------------- |
| 41e         | 1996            | 2000          | Kazuhiko Tsuji (ja)  |                 | PDJ             |
| 42e         | 2000            | 2003          | Tsuyoshi Takagi (ja) |                 | PLD             |
| 43e         | 2003            | 2005          | Tsuyoshi Takagi (ja) |                 | PLD             |
| 44e         | 2005            | 2009          | Tsuyoshi Takagi (ja) |                 | PLD             |
| 45e         | 2009            | 2012          | Tsuyoshi Takagi (ja) |                 | PLD             |
| 46e         | 2012            | 2014          | Tsuyoshi Takagi (ja) |                 | PLD             |